# Cheyenne Wells
Cheyenne Wells és una població dels Estats Units a l'estat de Colorado. Segons el cens del 2000 tenia 1.010 habitants.

## Demografia
Segons el cens del 2000, Cheyenne Wells tenia 1.010 habitants, 417 habitatges, i 261 famílies. La densitat de població era de 375 habitants per km².
Dels 417 habitatges en un 33,3% hi vivien nens de menys de 18 anys, en un 53,5% hi vivien parelles casades, en un 6,5% dones solteres, i en un 37,2% no eren unitats familiars. En el 33,3% dels habitatges hi vivien persones soles el 13,7% de les quals corresponia a persones de 65 anys o més que vivien soles. El nombre mitjà de persones vivint en cada habitatge era de 2,38 i el nombre mitjà de persones que vivien en cada família era de 3,08.
Per edats la població es repartia de la següent manera: un 27,2% tenia menys de 18 anys, un 8,1% entre 18 i 24, un 27,9% entre 25 i 44, un 20,8% de 45 a 60 i un 15,9% 65 anys o més.
L'edat mediana era de 38 anys. Per cada 100 dones de 18 o més anys hi havia 99,7 homes.
La renda mediana per habitatge era de 36.563 $ i la renda mediana per família de 45.132 $. Els homes tenien una renda mediana de 32.941 $ mentre que les dones 23.077 $. La renda per capita de la població era de 18.840 $. Entorn del 7,5% de les famílies i l'11,1% de la població estaven per davall del llindar de pobresa.

## Poblacions més properes
El següent diagrama mostra les poblacions més properes.